# Monoenergismo
El monoenergismo (Del griego: μονοενεργητισμός) era una noción de la teología cristiana de la temprana Edad Media, que representaba la creencia de que Cristo tenía una sola "energía" (energeia). La enseñanza de una energía fue propagada durante la primera mitad del siglo VII por el Patriarca Sergio I de Constantinopla, pero la oposición al Dyoenergismo persistiría hasta que el Dyoenergismo fuera adoptado como Ortodoxia en el Sexto Concilio Ecuménico. Finalmente, el monoenergismo fue rechazado como herejía, a favor del dioenergismo.
Tras el fracaso del Emperador Justiniano I y del Segundo Concilio de Constantinopla para reparar el cisma de Calcedonia y unificar las principales comunidades cristianas del Imperio Bizantino mediante una única cristología, Heraclio (610-641) renovó esfuerzos similares al intentar resolver el cisma entre el partido ortodoxo oriental de Calcedonia y el partido monofisista no calcedonio, sugiriendo el compromiso del monoenergismo. Este compromiso adoptó la creencia deofísica calcedonia de que Cristo, el Logos de Dios encarnado, es de y en dos naturalezas, pero trató de abordar los recelos monofisitas por la opinión de que Cristo tenía una "energía" (energeia), un término cuya definición se dejó deliberadamente vaga. El monoenergismo fue aceptado por los Patriarcas de Constantinopla, Antioquía y Alejandría, así como por los armenios y no fue claramente criticado por el Papa Honorio I de Roma en su epístola del año 635. Sin embargo, fue rechazada por Atanasio I Gammolo y la fuerte oposición del Patriarca Sofronio de Jerusalén obtuvo un amplio apoyo. Esto llevó a Heraclio a abandonar la enseñanza en 638 (aunque todavía condenando el Dyoenergismo) y a tratar de aplicar en su lugar la doctrina del monotelismo, a la que se opuso notablemente Máximo el Confesor. Esto también falló en curar el cisma y unir teológicamente el imperio.
Tanto el monoenergismo como el monotelismo fueron condenados como herejías por el Sexto Concilio Ecuménico, celebrado en Constantinopla en 680.